# Harposporium microsporum
Harposporium microsporum är en svampart som beskrevs av Glockling 1994. Harposporium microsporum ingår i släktet Harposporium och familjen Clavicipitaceae.   Inga underarter finns listade i Catalogue of Life.